# The Scream
The Scream es el álbum debut de la banda británica de post-punk Siouxsie And The Banshees, lanzado en noviembre de 1978 a través de Polydor Records. Incluso antes de este lanzamiento, la banda se había labrado una reputación como banda en directo, además de tener ya un sencillo Top 10 en el Reino Unido con la canción "Hong Kong Garden" (que no aparece en este disco).

## Historia
The Scream fue nombrado "el mejor álbum debut del año" en 1978 por la revista Sounds. Melody Maker describió su sonido como "fuerte, abrasivo, visceral y en constante evolución" comparándolos con Pere Ubu por sus texturas.
Varios críticos de NME también alabaron el disco. Nick Kent comentó que la banda sonaba "como un híbrido entre Velvet Underground juntado con la ingenuidad Can de la época de Tago Mago". Hablando de la canción que da inicio al disco dijo: "'Pure' lleva su sonido hasta su última coyuntura, dejando espacios que dicen tanto como las notas que suenan. Ciertamente, el sonido tradicional de tres instrumentos nunca se ha usado de un modo tan poco ortodoxo con tan asombrosos resultados. En diciembre de 1978, Paul Morley, otro crítico de NME, describió la música de The Scream como "algo totalmente distinto dentro del rock. No es, como otros dirían, caótico - está controlado. Cada instrumento tiene su propio espacio y momento, como si se burlase del resto de los instrumentos. Y la increíble voz de Siouxsie sobresale prominentemente encima de este atrevido drama musical. Hoy en día es considerado como un clásico del rock. El álbum posicionó a la banda entre los pioneros del post punk. La banda sonora de la película de Alfred Hitchcock Psicosis, compuesta por Bernard Herrmann sirvió de inspiración para la música de "Suburban Relapse", donde las guitarras hacen de eco de los famosos sonidos de violín de la escena de la ducha.
Además, The Scream ha tenido un gran impacto en músicos posteriores. Massive Attack hizo una versión y sampleó "Metal Postcard" en su canción "Superpredators (Metal Postcard)" de 1997 para la banda sonora de The Jackal, poco antes de lanzar su disco Mezzanine. El cantante de The Smiths, Morrissey usaba la canción "Mirage" en el intermedio de sus conciertos en su gira de 1991 Kill Uncle. El compañero de composición de Morrissey, Boz Boorer, incluyó The Scream en el puesto número dos de una lista de los cinco álbumes que se llevaría a una isla desierta, justo después de Electric Warrior de T-Rex. La cantante de Garbage, Shirley Manson contó a Melody Maker que este disco le gustaba especialmente.

## Reediciones
The Scream se relanzó en el Reino Unido el 27 de octubre de 2005 (28 de octubre en Estados Unidos) como parte de la serie de Universal's Deluxe Edition. Esta reedición contiene una versión remasterizada del disco en el primer disco, mientras que en el segundo contiene demos y pistas en directo junto a los sencillos de esa época.
Una sola edición del CD es lanzado en 2007.

## Lista de canciones
1. "Pure" (McKay, Severin, Morris, Siouxsie) - 1:50
2. "Jigsaw Feeling" (McKay, Severin, Morris, Siouxsie) - 4:39
3. "Overground" (McKay, Severin, Morris, Siouxsie) - 3:50
4. "Carcass" (Severin, Sioux, Fenton, Morris) - 3:49
5. "Helter Skelter" (Lennon, McCartney) - 3:46
6. "Mirage" (McKay, Severin, Morris, Siouxsie) - 2:50
7. "Metal Postcard (Mittageisen)" (McKay, Severin, Morris, Siouxsie) - 4:14
8. "Nicotine Stain" (McKay, Severin, Morris, Siouxsie) - 2:58
9. "Suburban Relapse" (McKay, Severin, Morris, Siouxsie) - 4:12
10. "Switch" (McKay, Severin, Morris, Siouxsie) - 7:02

### Edicióndeluxede 2005
1. "Make Up to Break Up" (Riverside Session)
2. "Love in a Void" (Peel Session 1)
3. "Mirage" (Peel Session 1)
4. "Metal Postcard (Mittageisen)(Peel Session 1)
5. "Suburban Relapse" (Peel Session 1)
6. "Hong Kong Garden" (Peel Session 2)
7. "Overground" (Peel Session 2)
8. "Carcass" (Peel Session 2)
9. "Helter Skelter (Peel Session 2)
10. "Metal Postcard" (Pathway Session)
11. "Suburban Relapse" (Pathway Session)
12. "The Staircase (Mystery)" (Pathway Session)
13. "Mirage" (Pathway Session)
14. "Nicotine Stain" (Pathway Session)
15. "Hong Kong Garden" (versión del sencillo de 7")
16. "The Staircase (Mystery)" (versión del sencillo de 7")

## Digipack remasterizado 2007
1. "Pure" (McKay, Severin, Morris, Sioux)
2. "Jigsaw Feeling" (Severin, McKay)
3. "Overground" (Severin, McKay)
4. "Carcass" (Severin, Sioux, Fenton)
5. "Helter Skelter" (Lennon, McCartney)
6. "Mirage" (Severin, McKay)
7. "Metal Postcard (Mittageisen)" (McKay, Sioux)
8. "Nicotine Stain" (Severin, Sioux)
9. "Suburban Relapse" (McKay, Sioux)
10. "Switch" (McKay, Sioux)
11. "Hong Kong Garden" (7" A-side)
12. "The Staircase (Mystery)" (7" A-side)

## Personal
- Siouxsie Sioux: voz
- John McKay: guitarras, saxo
- Steven Severin: bajo
- Kenny Morris: batería, percusión
- Steve Lillywhite: productor, mezclas
- Siouxsie & the Banshees: producción